# Bembidion jacksoniense
Bembidion jacksoniense es una especie de escarabajo del género Bembidion, familia Carabidae. Fue descrita científicamente por Guérin-Méneville en 1830.
Habita en Australia.